# Zona Protegida de Caraigres
A Zona Protegida de Caraigres (em castelhano:  Zona Protectora Caraigres), é uma área protegida na Costa Rica, administrada sob a Área de Conservação Central, criada em 1976 pelo decreto executivo 6112-A.